# Meganomiinae
Meganomiinae es una subfamilia de abejas de la familia Melittidae, con 10 especies en 4 géneros, que se encuentra principalmente en África, sobre todo en hábitats áridos, con los límites de distribución en Yemen y Madagascar. Por un tiempo se la consideró una familia, pero estudios más recientes (2013) demsostraron que es una subfamilia dentro de Melittidae.
Son muy diferentes en apariencia de los demás grupos de Melittidae, (actuales y presentes), son abejas grandes (10-22 mm), de color predominantemente negro con fuertes marcas amarillas.

## Géneros
- Ceratomonia Michener, 1981 - Namibia
- Meganomia Cockerell, 1909 - Sudáfrica e Yemen
- Pseudophilanthus Alfken, 1939 - Madagascar e Kenya
- Uronomia Michener, 1981 - Madagascar e Kenya